# 蘇佩港區
10°48′05″S 77°44′37″W / 10.8015°S 77.7435°W
蘇佩港區（西班牙語：Distrito de Supe Puerto），是秘魯的一個區，位於該國中南部利馬大區的巴蘭卡省，始建於1906年12月5日，面積11.5平方公里，海拔高度6米，2005年人口10,543，人口密度每平方公里920人。